# Bactrocera fusculata
Bactrocera fusculata
 es una especie de díptero que Drew describió por primera vez en 1989. Bactrocera fusculata pertenece al género Bactrocera de la familia Tephritidae. 